# Thekla Borgh
Thekla Wilhelmina Borgh, född Jansson den 22 september 1876 i Maria Magdalena församling i Stockholm, död den 22 maj 1967 på Höstsol i Täby församling i Uppland, var en svensk skådespelare.
Hon var gift med skådespelaren John Borgh 1908–1925.

## Filmografi
- 1917 – Tösen från Stormyrtorpet
- 1925 – När Bengt och Anders bytte hustrur

## Teater

### Roller
| År   | Roll               | Produktion                                                               | Regi               | Teater                   |
| ---- | ------------------ | ------------------------------------------------------------------------ | ------------------ | ------------------------ |
| 1908 |                    | Herr Bengts hustru August Strindberg                                     | Axel Berggren      | John Borghs sällskap     |
| 1920 |                    | I bohuslänska skärgården, eller Store Per och Lille Per Oscar Wennersten | Pierre Fredriksson | Söders friluftsteater    |
| 1927 | Fröken Christensen | Simson och Delila Sven Lange                                             | John Westin        | Helsingborgs stadsteater |
| 1927 | Emilia             | Halta Lena och vindögda Per Ernst Fastbom                                | Albert Nycop       | Helsingborgs stadsteater |
| 1929 | Fru Cress          | Lavendelfröknarna Daisy Fisher                                           | Rudolf Wendbladh   | Helsingborgs stadsteater |